# Індепенденца (комуна, Галац)
Індепенденца (рум. Independența) — комуна у повіті Галац в Румунії. До складу комуни входить єдине село Індепенденца.
Комуна розташована на відстані 174 км на північний схід від Бухареста, 21 км на захід від Галаца.

## Населення
За даними перепису населення 2002 року у комуні проживали 4782 особи.
Національний склад населення комуни:
| Національність | Кількість осіб | Відсоток |
| -------------- | -------------- | -------- |
| румуни         | 4670           | 97,7%    |
| цигани         | 110            | 2,3%     |
| угорці         | 1              | < 0,1%   |
| німці          | 1              | < 0,1%   |

Рідною мовою назвали:
| Мова      | Кількість осіб | Відсоток |
| --------- | -------------- | -------- |
| румунська | 4780           | > 99,9%  |
| угорська  | 1              | < 0,1%   |
| німецька  | 1              | < 0,1%   |

Склад населення комуни за віросповіданням:
| Релігія        | Кількість осіб | Відсоток |
| -------------- | -------------- | -------- |
| православні    | 4742           | 99,2%    |
| п'ятдесятники  | 30             | 0,6%     |
| римо-католики  | 4              | 0,1%     |
| реформати      | 2              | < 0,1%   |
| греко-католики | 1              | < 0,1%   |
| адвентисти     | 1              | < 0,1%   |
| бретрени       | 1              | < 0,1%   |
| лютерани       | 1              | < 0,1%   |

## Зовнішні посилання
- Дані про комуну Індепенденца на сайті Ghidul Primăriilor [Архівовано 8 жовтня 2012 у Wayback Machine.]